# Heretic II
Heretic II is een computerspel voor verschillende platforms. Het spel werd in 1998 uitgebracht voor Microsoft Windows. Later volgden ook versies voor de Commodore Amiga, Linux en de Macintosh.
Het spel speelt zich af in een land dat wordt geteisterd door een mysterieuze ziekte. Alle besmette inwoners worden gek. Corvus, de hoofdpersoon van Heretic, de eerste versie van het spel, weet te ontsnappen en moet de plaag stoppen. Om dit te doen moet hij eerst proberen uit te vinden wat de plaag veroorzaakt.

## Platforms
| Jaar | Platform  |
| ---- | --------- |
| 1998 | Windows   |
| 1999 | Linux     |
| 2000 | Amiga     |
| 2002 | Macintosh |

## Ontvangst
| Beoordeeld door                | Platform | Datum            | Score |
| ------------------------------ | -------- | ---------------- | ----- |
| GameGenie                      | Windows  | 1998             | 100%  |
| Obligement                     | Amiga    | juli 2000        | 95%   |
| Freak                          | Windows  | januari 1999     | 92%   |
| Adrenaline Vault, The (AVault) | Windows  | 26 november 1998 | 90%   |
| Electric Games                 | Windows  | 1998             | 90%   |
| Gamereactor (Denemarken)       | Windows  | 22 januari 1999  | 90%   |
| Power Play                     | Windows  | december 1998    | 88%   |
| PC Joker                       | Windows  | november 1998    | 85%   |
| GameSpot                       | Windows  | 1 december 1998  | 81%   |
| IGN                            | Windows  | 25 november 1998 | 79%   |